# جشنواره بین‌المللی فیلم مستند دی ام زد
جشنواره بین‌المللی فیلم مستند دی ام زد (به کره‌ای: DMZ국제다큐멘터리영화제) یا دی ام زد داکس (به انگلیسی: DMZ Docs) یکی از جشنواره‌های فیلم در کره جنوبی برای فیلم‌های مستند است. این جشنواره در سال ۲۰۰۹ بنیان‌گذاری شد و سالانه به مدت ۷ روز در سپتامبر یا اکتبر برگزار می‌شود.